# HMS Kashmir (F12)
«Кашмір» (F12) (англ. HMS Kashmir (F12) — військовий корабель, ескадрений міноносець типу «K» Королівського військово-морського флоту Великої Британії за часів Другої світової війни.
«Кашмір» був закладений 11 жовтня 1937 року на верфі компанії John I. Thornycroft & Company, в містечку Вулстон. 26 жовтня 1939 року увійшов до складу Королівських ВМС Великої Британії.